# Sluten bakre rundad vokal
Sluten bakre rundad vokal är ett språkljud. I internationella fonetiska alfabetet skrivs det med tecknet [u]. Det motsvarar svenskans långa o som i mos.
|  |
|  |